# Diadegma nervosae
Diadegma nervosae är en stekelart som beskrevs av Horstmann 1969. Diadegma nervosae ingår i släktet Diadegma och familjen brokparasitsteklar. Inga underarter finns listade i Catalogue of Life.